# Aleksandr Maïorov
Pour les articles homonymes, voir Alexander Majorov (patinage artistique) et Maïorov.
Aleksandr Maïorov (en russe : Александр Майоров), né le 6 juin 1957 à Gorki (RSFS de Russie, en Union soviétique), est un spécialiste soviétique du combiné nordique.

## Palmarès

### Jeux olympiques
| Épreuve / Édition | Lake Placid 1980 | Sarajevo 1984 |
| Individuel        | 7e               | 14e           |

### Championnats du monde
| Épreuve / Édition | Oslo 1982 | Rovaniemi 1984 | Seefeld 1985 |
| Individuel        |           |                | 12e          |
| Par Equipes       | 5e        | Bronze         | 4e           |

### Coupe du monde
- Meilleur classement final: 20e en 1984.
- Meilleur résultat: 7e.

### Championnat national
Aleksandr Majorov est devenu champion soviétique de combiné en individuel en 1978, 1980, 1981 et 1983. Il a également remporté le championnat par équipes en 1980, 1981 et 1983.